# Javier Ormaza
Javier Ormaza Garay (Guecho, Vizcaya, 29 de noviembre de 1944) es un exfutbolista español. Es padre del actor Asier Hormaza.

## Carrera deportiva
Formado en la cantera del Athletic Club, fue cedido al C. D. Getxo, club de su pueblo, donde jugó entre 1963 y 1965.
El 28 de noviembre de 1965, en un partido que le enfrentó a la U. D. Las Palmas, debutó con el Athletic Club con resultado de empate a uno. En su primera temporada en el club bilbaíno logró dieciséis goles, entre Liga y Copa, en veintiséis partidos. Pasó tres temporadas más en el primer equipo, donde jugó diecisiete partidos logrando dos goles, uno de ellos ante el Liverpool, en 1968, en San Mamés.
Tras varios años sin continuidad, debido a una grave lesión que sufrió en su segunda temporada en el Athletic (se rompió el tobillo en un partido contra el Hércules, en el campo de la Viña de Alicante, y siguió en el campo porque no había cambios), fue cedido al Ceuta para la temporada 1970-71, después de haber jugado con el Bilbao Athletic la campaña 1969-70 en Segunda División. Acabó su carrera deportiva en el Levante U. D., en 1973.

## Clubes
| Club                       | País   | Año       |
| -------------------------- | ------ | --------- |
| Athletic Club              | España | 1965-1969 |
| Bilbao Athletic            | España | 1969-1970 |
| Agrupación Deportiva Ceuta | España | 1970-1971 |
| Levante UD                 | España | 1972-1973 |

## Palmarés
| Título                | Club          | País   | Año  |
| --------------------- | ------------- | ------ | ---- |
| Copa del Generalísimo | Athletic Club | España | 1969 |